# Gabriel Cramer
Gabriel Cramer (ur. 31 lipca 1704 w Genewie, zm. 4 stycznia 1752 w Bagnols-sur-Cèze) – genewski matematyk i fizyk, uczeń Johanna Bernoulliego (opublikował jego dzieła), profesor uniwersytetu w Genewie.

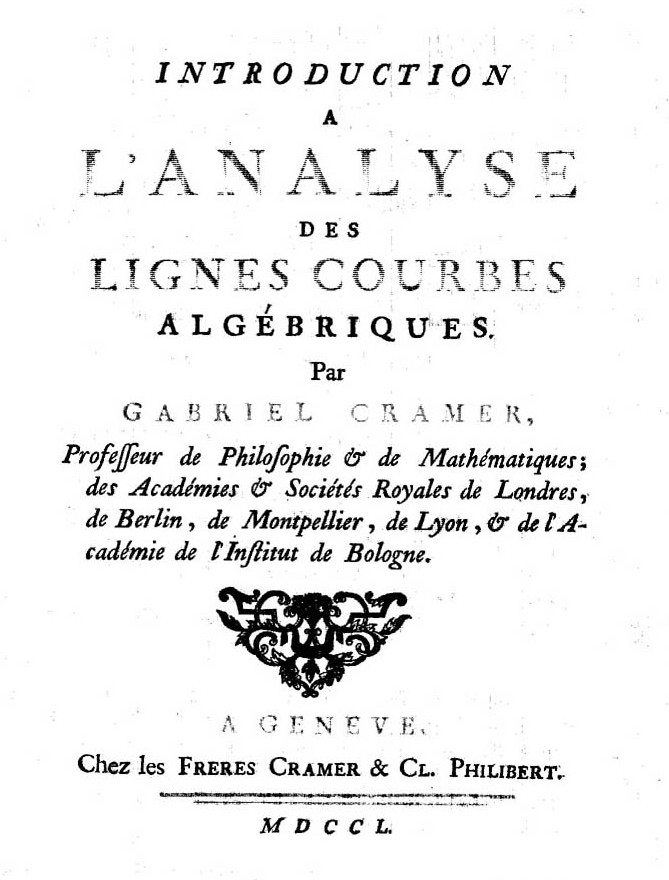
Introduction à l'analyse des lignes courbes algébriques, 1750

Autor prac z zakresu teorii wyznaczników (wzory Cramera), analizy matematycznej, teorii krzywych algebraicznych
(m.in. badał własności tzw. diabelskiej krzywej) oraz historii matematyki. W 1728 podał propozycję rozwiązania paradoksu petersburskiego. W 1750 r. podał wzory (wcześniej odkryte przez Colina Maclaurina już w 1729 r.) wyrażające rozwiązanie układu równań za pomocą wyznaczników.